# Anna Mąka
Anna Mąka, née le 22 mai 1992 à Zakopane, est une biathlète polonaise.

## Carrière
Membre du club de Koscielisko, elle fait son entrée en équipe nationale en 2008, en participant aux Championnats du monde jeune. À la fin de la même année, elle dispute sa première course en IBU Cup. Elle marque ses premiers points dans cette compétition en 2011. En 2012 et 2013, elle court les Championnats du monde junior et obtient comme meilleur résultat individuel une 29e place (individuel en 2013 à Osrblie). Elle dispute son premier championnat international chez les séniors aux Championnats d'Europe 2014 à Nové Město.
Elle fait ses débuts en Coupe du monde en fin d'année 2014 à Östersund. En décembre 2016, elle réalise sa meilleure performance jusque-là avec une cinquième place à l'individuel d'Obertilliach en IBU Cup (20/20 au tir). Plus tard dans l'hiver, elle participe aux Championnats du monde pour la première fois à Hochfilzen, prenant la 84e place de l'individuel. Lors des trois saisons suivantes, elle reste essentiellement cantonnée à l'IBU Cup et les Championnats d'Europe, ne réussissant pas à retrouver le top dix dans ces compétitions. En janvier 2021, à Antholz, elle marque ses premiers points en Coupe du monde en se classant (26e) de l'individuel. Quelques semaines, elle honore sa deuxième sélection pour les Championnats du monde à Pokljuka, aidant notamment le relais féminin polonais à finir sixième.
En janvier 2022, la Polonaise améliore sa meilleure performance dans l'élite en signant une douzième place sur l'individuel d'Antholz (19/20 au tir) et se qualifie alors pour sa première mass-start en Coupe du monde. Elle obtient également sa sélection pour les Jeux olympiques de 2022 à Pékin, où elle se classe 85e de l'individuel, 66e du sprint et 14e du relais.

## Palmarès

### Jeux olympiques
| Édition \ Épreuve | Individuel | Sprint | Poursuite | Mass start | Relais | Relais mixte |
| ----------------- | ---------- | ------ | --------- | ---------- | ------ | ------------ |
| Pékin 2022        | 85e        | 66e    | —         | —          | 14e    | —            |

Légende : 
- — : non disputée par Maka

### Championnats du monde
| Édition / Épreuve | Individuel | Sprint | Poursuite | Mass start | Relais | Relais mixte | Relais mixte simple              |
| ----------------- | ---------- | ------ | --------- | ---------- | ------ | ------------ | -------------------------------- |
| Hochfilzen 2017   | 84e        | —      | —         | —          | —      | 23e          | Épreuve inexistante à cette date |
| Pokljuka 2021     | 68e        | —      | —         | —          | 6e     | 24e          | —                                |
| Oberhof 2023      | 31e        | 54e    | 55e       | —          | 9e     | —            | 16e                              |
| Nove Mesto 2024   | 36e        | 46e    | 55e       | —          | 6e     | —            | 15e                              |
| Lenzerheide 2025  | 38e        | 45e    | 47e       | —          | 9e     | —            | —                                |

Légende :
- — : non disputée par Maka
- : pas d'épreuve

### Coupe du monde
- Meilleur classement général : 67e en 2022.
- Meilleur résultat individuel : 12e.

#### Classements en Coupe du monde
| Saison    | Classement général final | Individuel | Sprint | Poursuite | Mass start |
| 2014-2015 | nc                       | nc         | nc     |           |            |
|           |                          |            |        |           |            |
| 2016-2017 | nc                       | nc         | nc     |           |            |
| 2017-2018 | nc                       |            | nc     |           |            |
|           |                          |            |        |           |            |
| 2019-2020 | nc                       | nc         |        |           |            |
| 2020-2021 | 82e                      | 49e        | nc     |           |            |
| 2021-2022 | 67e                      | 22e        | nc     | nc        | 49e        |